# میشل لو روسو
میشل لو روسو (انگلیسی: Michele Lo Russo؛ ۱ فوریه ۱۹۴۷ – ۲ دسامبر ۱۹۸۳) بازیکن فوتبال اهل ایتالیا بود.
از باشگاه‌هایی که در آن بازی کرده‌است می‌توان به باشگاه فوتبال لچه اشاره کرد.